# Болотниково
Боло́тниково (рос. Болотниково, ерз. Болотниково) — село у складі Лямбірського району Мордовії, Росія. Адміністративний центр Болотниковського сільського поселення.

## Населення
Населення — 435 осіб (2010; 382 у 2002).
Національний склад (станом на 2002 рік):
- росіяни — 69 %